# Stéphane Bouthiaux
Stéphane Bouthiaux (Pontarlier, 26 de marzo de 1966) es un deportista francés que compitió en biatlón. Ganó dos medallas de bronce en el Campeonato Mundial de Biatlón, en los años 1990 y 1995.

## Palmarés internacional
| Campeonato Mundial | Campeonato Mundial | Campeonato Mundial | Campeonato Mundial |
| Año                | Lugar              | Medalla            | Prueba             |
| ------------------ | ------------------ | ------------------ | ------------------ |
| 1990               | Minsk (URSS)       | Medalla de bronce  | Equipos            |
| 1995               | Antholz (Italia)   | Medalla de bronce  | Equipos            |